# En famille
En famille is een roman van Hector Malot, uitgegeven in 1893.
De titel is vermoedelijk gekozen om de aandacht te trekken van de lezers van het succesvolle Sans famille (Alleen op de wereld), hoewel het daar geen vervolg van is. Dat geldt nog meer voor de titel van de Engelse vertalingen: Nobody's girl respectievelijk Nobody's boy.

## Verhaal
De elfjarige Perrine reist met haar Franse vader en haar Engelse moeder in een ezelwagen. Ze verdienen de kost met fotografie. Haar vader overlijdt en haar moeder wordt ziek, zodat er geen inkomsten meer zijn.
Zo komen Perrine en haar moeder in Parijs. Ze vinden onderdak bij de pensionhouder Grain de Sel. Ze hebben geld nodig voor levensonderhoud en voor de dokter en medicijnen. Ze zijn daardoor gedwongen al hun bezittingen te verkopen, inclusief de wagen en de ezel Palikare.
Perrines moeder overlijdt ook. Ze heeft Perrine het advies gegeven naar Maraucourt te gaan, in de buurt van Amiens, waar haar vader vandaan komt. Perrine probeert wat te eten te kopen, maar de bakkersvrouw pakt haar het geld af, zodat Perrine zelfs geen geld meer heeft voor de treinreis. Ze besluit te voet te gaan en onderweg te leven van wat het land opbrengt.
Kort daarna ontmoet ze La Rouquerie, de voddenverkoopster die het ezeltje heeft gekocht. Het is een hartelijk weerzien, vooral met de ezel, waarop Perrine erg gesteld was. Perrine mag enkele dagen voor La Rouquerie werken en de verkoopster vergoedt haar het geld dat de bakkersvrouw gestolen heeft. La Rouquerie rekent erop dat ze met de dievegge af zal rekenen. Perrine kan nu verder met de trein reizen.
Na aankomst in Maraucourt ontmoet ze Rosalie, die haar vertelt van de plaatselijke werkgever, een textielfabriek. De fabriek staat onder leiding van de blinde meneer Vulfran Paindavoine, die hoopt opgevolgd te worden door zijn zoon, meneer Edmond Paindavoine. De zoon is echter spoorloos verdwenen. Meneer Vulfran heeft twee neven die erop rekenen de leiding over te kunnen nemen, maar die neven zijn veel minder capabel.
Perrine vindt werk in de fabriek en onderdak in het kosthuis van Rosalies grootmoeder, Mme Françoise. Ze komt op een stinkende en lawaaiige slaapzaal waar ze het geen moment kan uithouden. De volgende dag gaat ze op zoek naar ander onderdak. Ze vindt op een eilandje een hutje dat in het jachtseizoen door jagers wordt gebruikt, maar dat nu leeg staat. Het is een prachtig huisje en ze woont er enkele weken, intussen maakt ze voor heel weinig geld alles wat ze nodig heeft.
Daar komt verandering in als meneer Vulfran iemand zoekt om te helpen met de Engelstalige correspondentie. Perrine kent uitstekend Engels, ze sprak altijd Engels met haar moeder. Bovendien heeft meneer Vulfran zijn dronken koetsier ontslagen, en Perrine heeft ervaring met mennen, zodat ze ook het werk van de koetsier mag overnemen.
De opzichter en een van de neven proberen erachter te komen waar de (zeer geheime) correspondentie over gaat en zetten Perrine onder druk om er iets over prijs te geven. Om herhaling te voorkomen besluit meneer Vulfran dat Perrine bij hem op het luxueuze château komt wonen.